# Kuangsi
Region Autonomiczny Kuangsi-Czuang (Guangxi wym. /kwàŋ.ɕí/; chiń. upr. 广西壮族自治区; chiń. trad. 廣西壯族自治區; pinyin Guǎngxī Zhuàngzú Zìzhìqū) – region autonomiczny w południowej części Chin. Kuangsi graniczy z prowincjami: Junnan na zachodzie, Kuejczou na północy, Hunan na północnym wschodzie, Guangdong na południowym wschodzie. Na południowym zachodzie ma wspólną granicę z Wietnamem a od południa przylega do Zatoki Tonkińskiej.
Region jest największym w Chinach skupiskiem Zhuangów, największej mniejszości narodowej w kraju. 
- Stolica: Nanning,
- Największe miasto: Nanning (inne miasta: Beihai, Guilin, Liuzhou),
- PKB: 332,0 mld,
- PKB per capita: 6790
- Podział administracyjny: 14 prefektur:
  - Chongzuo (崇左市)
  - Baise (百色市)
  - Beihai (北海市)
  - Fangchenggang (防城港市)
  - Guigang (贵港市)
  - Guilin (桂林市)
  - Hechi (河池市)
  - Hezhou (贺州市)
  - Laibin (来宾市)
  - Liuzhou (柳州市)
  - Nanning (南宁市)
  - Qinzhou (钦州市)
  - Wuzhou (悟州市)
  - Yulin (玉林市)

Kuangsi ma w przeważającej części charakter górzysty (góry Nanling, Yuecheng, Haiyang, Dayao, Daming, Duyao, Fenghuang).
Panuje tu klimat subtropikalny (lato długie i gorące). Średnia roczna temperatura od 17 do 23 °C, opady od 1250 do 1750 mm.
Podstawą gospodarki regionu jest rolnictwo. Uprawia się tu takie rośliny jak: ryż, kukurydza, bataty, pszenica oraz trzcina cukrowa i orzeszki ziemne.
Występują złoża: cyny, manganu, indu. Główne gałęzie przemysłu to: przemysł spożywczy, włókienniczy, odzieżowy, maszynynowy, chemiczny, hutnictwo żelaza i innych metali. Rozwój gospodarczy Kuangsi pozostaje w cieniu szybko rozwijającej się sąsiedniej prowincji Guangdong.
W Kuangsi od 500 lat odbywają się coroczne walki koni z okazji chińskiego Nowego Roku.